# Флоранс Нібар-Девуар
Флоранс Нібар-Девуар (фр. Florence Nibart-Devouard; 10 вересня 1968, Версаль, Франція) — французька вчена-генетик, ораторка, консультантка, колишня член ради повірених фонду Вікімедіа.

## Біографія
Флоранс народилась у Версалі, але виросла в Греноблі, після цього часто переїжджала з місця на місце, зокрема, жила в Антверпені і штаті Аризона. Станом на 2008 рік жила у французькому Малентра (департамент Пюї-де-Дом). Одружена з Бертраном Нібар-Девуар, мати трьох дітей: Вільяма, Анн-Гаель і Тома.
Отримала диплом інженера-агронома у Вищій національній школі агрономії та харчової промисловості, має ступінь магістра генетики та біотехнологій. Займалася дослідженнями щодо поліпшення генетики рослин, а також біотехнологіями відновлення забрудненого ґрунту. В даний час[коли?] працює у французькій фірмі, що займається розробкою засобів підтримки прийняття рішень у галузі екологічно раціонального сільського господарства.
З 2002 року бере участь у франко- і англомовній Вікіпедіях під ніком Anthere, 2004 року обрана до ради повірених фонду Вікімедіа. З жовтня 2006 по липень 2008 року була головою ради повірених (після Джиммі Вейлза). У 2008 році вирішила не обиратися на черговий термін до ради повірених. У тому ж році була обрана до органу місцевого самоврядування Малентра.
16 травня 2008 стала кавалером французького ордена «За заслуги», за пропозицією міністра закордонних справ, як «голова міжнародної організації».